# Rochard
Rochard — компьютерная игра в жанре платформера, выпущенная 15 ноября 2011 года. Игра разработана компанией Recoil Games и издана компанией Sony Online Entertainment. Rochard также распространяется через интернет-сервис цифровой дистрибуции Steam, разработанный и поддерживаемый американской компанией Valve.

## Игровой процесс
Rochard — платформер действие которого происходит в трёхмерном пространстве. Упор в игре сделан на решение головоломок с помощью подручных средств и борьба с космическими бандитами. При помощи G-Lifter игрок может управлять гравитацией и с помощью специального луча захватывать различные объекты и переносить их. Также в игре есть 4 вида силовых поля: Синее — которое не пропускает только предметы, красное — которое пропускает предметы, но не пропускает органику (главного героя и его противников), белое — которое не пропускает ни предметы, ни главного героя, и жёлтое — которое не пропускает выстрелы любого огнестрельного оружия, а также взрывы.

## Сюжет
Джон Рошард — лидер команды астрошахтёров работающих на корпорацию Skyrig («Небесная установка»). После того как они нашли древнюю структуру скрытую в астероиде, вся команда Джона исчезает, а он пытаясь найти и спасти своих друзей должен сразиться с космическими бандитами, которые хотят использовать находку астрошахтёров в своих целях.

## Игровой движок
| Системные требования    | Системные требования                                                                  | Системные требования                                                                  |
| ----------------------- | ------------------------------------------------------------------------------------- | ------------------------------------------------------------------------------------- |
|                         | Минимальные                                                                           | Рекомендуемые                                                                         |
| Microsoft Windows       |                                                                                       |                                                                                       |
| ОС                      | Microsoft Windows XP SP2 (32- или 64-битная), Microsoft Windows 7 (32- или 64-битная) | Microsoft Windows XP SP2 (32- или 64-битная), Microsoft Windows 7 (32- или 64-битная) |
| ЦПУ                     | Одноядерный с частотой 2,6 ГГц                                                        | Двухъядерный с частотой 3 ГГц                                                         |
| Объём ОЗУ               | 1 Gб                                                                                  | 2 Gб                                                                                  |
| Место на диске          | 3Gб свободного дискового пространства                                                 | 3Gб свободного дискового пространства                                                 |
| Информационный носитель | DVD Double-Layer, Steam                                                               | DVD Double-Layer, Steam                                                               |
| Видеокарта              | совместимая с DirectX 9.0c                                                            | серий GeForce 8, ATI Radeon HD2xxx                                                    |
| Устройства ввода        | клавиатура, компьютерная мышь                                                         | клавиатура, компьютерная мышь                                                         |

Rochard был разработан с использованием Unity.

## Озвучивание
- Джон Рошард — Джон Сент-Джон
- Скайлер Хэнсон — Лани Минелла
- Цандер и Флойд — Эрик Ньюсом

## Загружаемый контент

### Rochard: Hard Times
Первое и единственное дополнение к игре Rochard. Добавляет в игру четыре новых более сложных уровня. Вышла 2 марта 2013 года.

## Рецензии, награды и продажи
| Сводный рейтинг | Сводный рейтинг | Сводный рейтинг |
| Издание         | Оценка          | Оценка          |
| Издание         | PC              | PS3             |
| --------------- | --------------- | --------------- |
| GameRankings    | 77,60 %         | 79,70 %         |

### Рецензии
В основном игра получила положительные отзывы. Журнал «Игромания» поставил игре 7.5 баллов, отметив приятное звуковое сопровождение и хорошую графику.
IGN поставил игре восемь с половиной баллов из десяти. Обозреватели отметили оригинальность игры, хорошие головоломки и хорошее звуковое сопровождение.

### Награды
| Обозреватель | Награда                | Пояснение            |
| ------------ | ---------------------- | -------------------- |
| IGN          | «2011 Editors Choice»  | Выбор редакции 2011  |
| GameShark    | «2011 Editors Choice»  | Выбор редакции 2011  |
| GamePro      | «2011 Editors Choice»  | Выбор редакции 2011  |
| Unity        | "Best Graphics — 2011" | Лучшая графика 2011  |
| Unity        | «Best Gameplay — 2011» | Лучший геймплей 2011 |

### Продажи
Летом 2018 года, благодаря уязвимости в защите Steam Web API, стало известно, что точное количество пользователей сервиса Steam, которые играли в игру хотя бы один раз, составляет 211 829 человек.